# FIGlet
FIGlet è un software libero per creare banner mediante l'utilizzo di semplici caratteri testuali (la cosiddetta ASCII art). È disponibile per sistemi unix-like, MS-DOS, Apple Macintosh, Amiga, Apple II GS - GNO, Atari ST, Acorn, NeXTstep e BeOS. Inoltre sono state realizzate versioni per OS/2 e Microsoft Windows dotate di interfaccia grafica.

## Storia
Il nome FIGlet è l'acronimo di "Frank (Sheeran), Ian (Chai), and Glenn (Chappell)'s letters": il programma è ispirato infatti dalle loro firme in ASCII art.

## Funzionamento
FIGlet non ha un'interfaccia grafica e si basa su un'interfaccia a riga di comando. Accetta comandi tramite lo standard input o come parte della riga di comando. Il testo generato viene inviato allo standard output, generalmente lo schermo. Le più comuni opzioni sono:
- -f per utilizzare un tipo di carattere (font) specifico.
- -d per impostare la directory in cui risiedono i font.
- -c centra il testo.
- -l allinea il testo a sinistra.
- -r allinea il testo a destra.
- -t imposta la larghezza del testo a quella del terminale.
- -w per impostare una larghezza specifica.
- -k abilita la crenatura.

## Esempi
Di seguito è mostrato un esempio del funzionamento di FIGlet.
```
__        ___ _    _                _ _       
\ \      / (_) | _(_)_ __   ___  __| (_) __ _ 
 \ \ /\ / /| | |/ / | '_ \ / _ \/ _` | |/ _` |
  \ V  V / | |   <| | |_) |  __/ (_| | | (_| |
   \_/\_/  |_|_|\_\_| .__/ \___|\__,_|_|\__,_|
                    |_|                       

```

Il seguente comando:
```
 figlet -ct -f roman Wikipedia
```

genera il seguente testo:
```
oooooo   oooooo     oooo  o8o  oooo         o8o                             .o8   o8o            
 `888.    `888.     .8'   `"'  `888         `"'                            "888   `"'            
  `888.   .8888.   .8'   oooo   888  oooo  oooo  oo.ooooo.   .ooooo.   .oooo888  oooo   .oooo.   
   `888  .8'`888. .8'    `888   888 .8P'   `888   888' `88b d88' `88b d88' `888  `888  `P  )88b  
    `888.8'  `888.8'      888   888888.     888   888   888 888ooo888 888   888   888   .oP"888  
     `888'    `888'       888   888 `88b.   888   888   888 888    .o 888   888   888  d8(  888  
      `8'      `8'       o888o o888o o888o o888o  888bod8P' `Y8bod8P' `Y8bod88P" o888o `Y888""8o 
                                                  888                                            
                                                 o888o                                           

```

L'opzione -ct centra il testo e fa sì che occupi tutto lo spazio orizzontale a disposizione. L'opzione '-f roman' specifica di utilizzare il font 'roman'.